# Philo (Ohio)
Philo è un villaggio degli Stati Uniti d'America, situato nello stato dell'Ohio, nella contea di Muskingum.